# لوك باترسون
لوك باترسون (بالإنجليزية: Luke Patterson)‏ هو لاعب كرة قدم أمريكية أمريكي، ولد في 19 سبتمبر 1987 في كينغزفيل في الولايات المتحدة.

## وصلات خارجية
- لوك باترسون على موقع مرجع كرة القدم المحترفة.كوم (الإنجليزية)